# Pseudohydromys
Pseudohydromys är ett släkte av gnagare som ingår i familjen råttdjur (Muridae).
Individerna når en kroppslängd (huvud och bål) av 70 till 115 mm, en svanslängd av 90 till 101 mm och en vikt mellan 13 och 20 g. Pälsen har på ovansidan en mörkgrå eller gråbrun färg och undersidan är ljusare. Med sin avplattade skalle påminner arterna lite om näbbmöss. På grund av trampdynornas utseende antas att dessa gnagare sällan simmar. De vistas i tropiska skogar på marken och äter främst insekter samt några maskar. I bergstrakter når de 3600 meter över havet. En upphittad hona var dräktig med en unge.
Arter enligt Wilson & Reeder (2005) samt IUCN:
- Pseudohydromys ellermani, lever i Nya Guineas centrala bergstrakter.
- Pseudohydromys fuscus, förekommer på östra Nya Guinea.
- Pseudohydromys germani, på Nya Guineas östra udde.
- Pseudohydromys murinus, i bergstrakter på östra Nya Guinea.
- Pseudohydromys musseri, på norra Nya Guinea.
- Pseudohydromys occidentalis, två mindre populationer i Nya Guineas centrala bergstrakter.